# Акчелбак
Акчелбак — река в России, протекает по Новокузнецкому району Кемеровской области. Устье реки находится в 74 км по левому берегу реки Нижняя Терсь. Длина реки составляет 14 км.

## Данные водного реестра
По данным государственного водного реестра России относится к Верхнеобскому бассейновому округу, водохозяйственный участок реки — Томь от города Новокузнецк до города Кемерово, речной подбассейн реки — Томь. Речной бассейн реки — (Верхняя) Обь до впадения Иртыша.